# Bianca Cappello
Bianca Cappello (Venecia, República de Venècia 1548 - Poggio a Caiano, Gran Ducat de Toscana 1587) fou una noble italiana que va esdevenir Gran Duquessa consort de Toscana.

## Orígens familiars
Va néixer el 1548 a la ciutat de Venècia essent filla de Bartolomeo Cappello, un membre d'una de les més riques famílies de la República de Venècia.

## Núpcies i descendents

### Pietro Bonaventuri
Als quinze anys es va enamorar de Pietro Bonaventuri, un jove florentí treballador en el banc de la família Salviati. El 28 de novembre de 1563 van escapar-se a Florència, on es van casar i el 1564 van tenir una filla anomenada Pellegrina. El govern Venecià va fer tot el que va poder para posar Bianca sota arrest i deportar-la, però el Gran Duc Cosme I de Mèdici va intervenir a favor seu i d'aquesta manera la van deixar tranquil·la.

### Amistançada de Francesc de Mèdici
No es va dur bé amb els familiars del seu espòs, persones pobres, dedicades a treballs domèstics. En aquest moment Francesc de Mèdici, fill de Cosme I i que estava casat amb Joana d'Habsburg, es va dedicar a seduir-la amb joies i diners, donant un treball al seu espòs a la cort i oferint-li altres dones a canvi. Finalment Pietro va ser assassinat als carrers de Florència el 1572.
A la mort de Cosme I l'any 1574 Francesc I el succeí com a Gran Duc, i aquest instal·là Bianca en un luxós palau, prop de la seva pròpia residència i sense importar l'ofensa que això significava per a la seva esposa.

### Matrimoni amb Francesc I
A la mort de Joana d'Habsburg, ocorreguda l'abril de 1578, Francesc I es va casar en secret el 5 de juny del mateix any amb Bianca, realitzant una noces posteriorment públiques. D'aquesta unió no tingueren fills, si bé Francesc I adoptà els fills que Bianca havia tingut anteriorment:
- Pellegrina Bonaventuri (1564-?)
- Antoni de Mèdici (1576-1621)

## Mort
Francesc i Bianca van morir el 19 d'octubre de 1587 a Poggio a Caiano, població situada a l'actual província de Prato. La coincidència de la mort fou un fet que durant molts anys ha posat en dubte la causa oficial (la malària) i ha posat en boca de nombroses historiadors un possible enverinament.
Experts forenses i toxicòlegs de la Universitat de Florència van reportar proves d'enverinament per arsènic en un estudi publicat el desembre de 2006 al British Medical Journal, en el qual relaten que mostres del fetge de Francesc, preses de la cripta, van indicar nivells d'arsènic "molt superiors" als normals.

## Òpera
El compositor triestí Alberto Randegger l'any 1854 va escriure una òpera dedicada a aquest personatge Bianca Cappello.